# Aloe pluridens

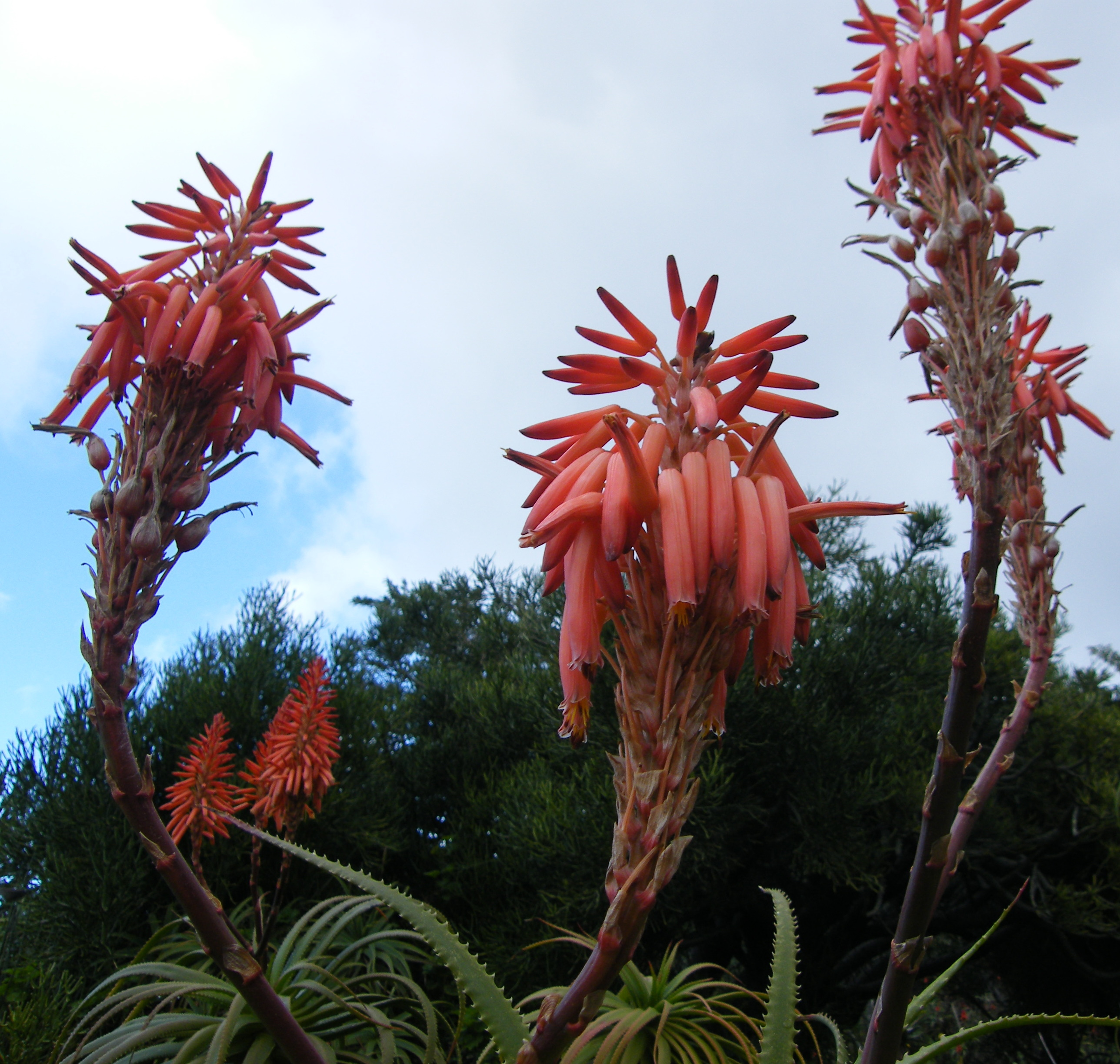
Inflorescències

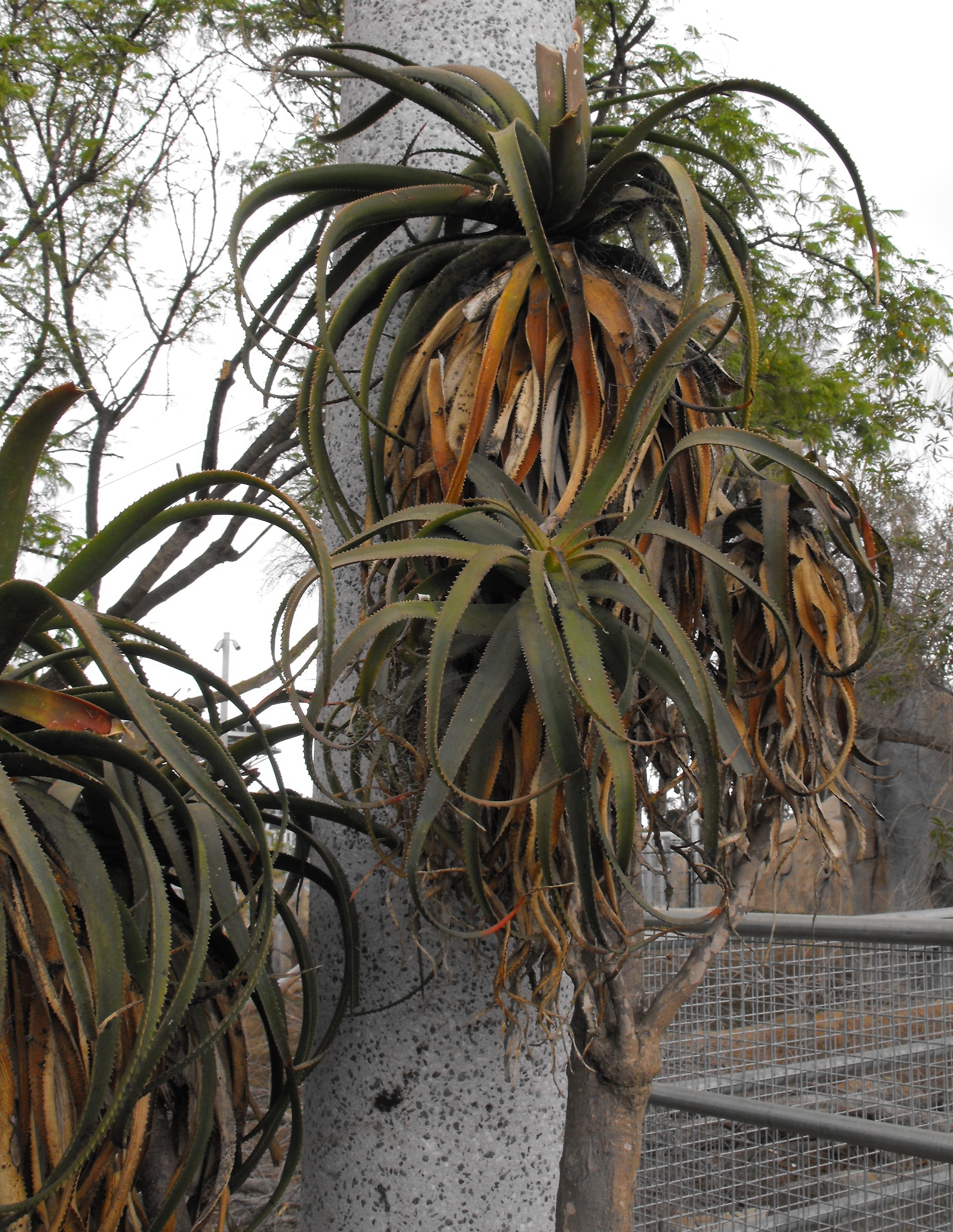
Vista de la planta

Aloe pluridens és una espècie de planta amb flors del gènere Aloe, dins la família de les asfodelàcies.

## Descripció
És una planta suculenta arborescent, que arriba a mesurar 2-3(-5) m d'alt; les tiges tenen poques branques, essent rarament simple. Té 30-40 fulles per roseta, esteses a recorbades, de 450-700 x 35-60 mm, de color verd pàl·lid a verd groguenc. Les inflorescències són en forma de raïms densos, cònics, amb un màxim de 4 branques, de 0,8-1,0 m d'alçada. Les flors són de color rosa salmó de 35-45 mm de llarg, i pedicels de 17-35 mm de llarg.
Aquesta espècie és més alta i més escassament ramificada que Aloe arborescens. Les fulles són de color verd groguenc, més estretes i els raïms són més laxos, més estrets i més aguts que els d'A. arborescens. Les dents de la fulla són de color blanc, no glauques i la saba de les fulles té una olor forta característica. L'altre Aloe d'una sola tija que es troba dins el rang de l'espècie A. pluridens és Aloe ferox, que és una planta més robusta, molt més àmplia, amb les fulles més fermes i densos raïms de flors subsèssils subcilíndriques.

## Distribució i hàbitat
Aloe pluridens es troba a KwaZulu-Natal i al Cap Oriental. A prop de la costa sud del Cap es troba generalment en sòls sorrencs relativament profunds a la vall de la sabana. En aquesta zona la pluja pot caure en qualsevol moment, amb un màxim a l'estiu, tot i que la precipitació mitjana anual és relativament baixa.

## Taxonomia
Aloe pluridens va ser descrita per Adrian Hardy Haworth i publicada a Phil. Mag. (Oct 1824) 299.

### Etimologia
- Aloe: nom genèric d'origen molt incert: podria ser derivat del grec άλς, άλός (als, alós), "sal" - donant άλόη, ης, ή (aloé, oés) que designava tant a la planta com al seu suc - a causa del seu gust, que recorda a l'aigua del mar.[5] D'aquí va passar al llatí ălŏē, ēs amb la mateixa acceptació, i que, en sentit figurat, significava també "amarg". S'ha proposat també un origen àrab, alloeh, que significa "la substància amarga brillant"; però és més probable un origen complex a través de l'hebreu ahal (אהל), freqüentment citat a texts bíblics.[6][7]
- pluridens: epítet llatí que significa "amb moltes dents".[8]

### Sinonímia
- Aloe atherstonei Baker
- Aloe pluridens var. beckeri Schönland[9]